# قطعنامه ۹۹۳ شورای امنیت
قطعنامه ۹۹۳ شورای امنیت سازمان ملل متحد که در تاریخ ۱۲ مه ۱۹۹۵ تصویب شد، سندی بین‌المللی دربارهٔ آبخاز، گرجستان است. این قطعنامه طی نشست ۳۵۳۵ام با ۱۵ رای موافق، ۰ مخالف و ۰ ممتنع تصویب شد.